# Ematurga caloraria
Ematurga caloraria là một loài bướm đêm trong họ Geometridae.